# 5677 Aberdonia
Az 5677 Aberdonia (ideiglenes jelöléssel 1987 SQ1) a Naprendszer kisbolygóövében található aszteroida. Edward L. G. Bowell fedezte fel 1987. szeptember 21-én.